# Hans Paulsen

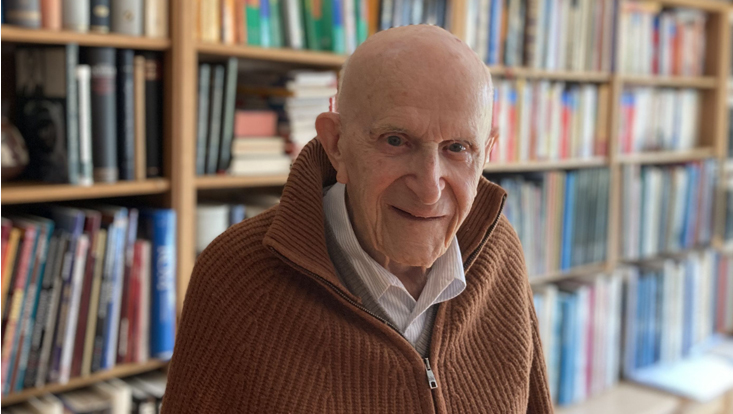
Hans Paulsen (2022)

Hans Paulsen (* 20. Mai 1922 in Hamburg; † 3. Oktober 2024) war ein deutscher Chemiker. Er war Professor für organische Chemie an der Universität Hamburg und befasste sich mit der Chemie von Kohlenhydraten.

## Leben
Hans Paulsen machte Abitur am Matthias-Claudius-Gymnasium Wandsbek. Dort wurde auch sein Interesse an der Chemie durch einen Vortrag des Physikochemikers Wilhelm Groth geweckt. Im Zweiten Weltkrieg war er fünf Jahre Funker bei einer Panzerdivision. Nach einer Tuberkuloseerkrankung begann er 1948 Chemie zu studieren. Er schloss das Studium 1953 ab, wurde 1955 bei Kurt Heyns in Hamburg promoviert und habilitierte sich 1962 ebenda. Danach war er Privatdozent in Hamburg, wurde dort 1968 Universitätsprofessor und war in Hamburg von 1972 bis zur Emeritierung 1987 Inhaber des Lehrstuhls für Naturstoffchemie.
In der Kohlenhydrat-Chemie befasste er sich unter anderem mit katalytischer Oxidation von myo-Inosit und Konfigurations- und Konformations-Selektivitäten bei Platin-katalysierter Oxidation, Kohlenhydraten mit Stickstoff im Halbacetalring, stickstoffhaltigen Monosacchariden und Hydrazino- und Azido-Derivaten. Weiter befasste er sich mit Acyl-Oxonium-Umlagerungen von Kohlenhydraten und speziell Umlagerung von D-Glucose in D-Idose und von Cyclopentanpentol. Zuletzt befasste er sich mit Synthesen komplexer Oligosaccharide und von biologisch aktiven Glykoproteinen.
Von ihm stammen Beiträge zu Konformationen von Monosaccharid- und später Oligosaccharid-Derivaten, zum Verständnis des exo-anomeren Effekts sowie weitere dynamische Studien mittels NMR sowie auch chirooptische und Röntgenstruktur-Studien. Bereits Anfang der 1960er Jahre erkannte Paulsen den besonderen Wert der kernmagnetischen Resonanzspektroskopie (NMR) für Strukturzuweisungen komplexer Kohlenhydrate.
Wichtige akademische Schüler von Hans Paulsen sind die Professoren Joachim Thiem (Universität Hamburg), Hartmut Redlich (Universität Münster) und Thomas Peters (Universität Lübeck). In der chemischen Industrie erreichten Fred Robert Heiker (Bayer AG, GDCh-Präsident) und Axel Heitmann (CEO Lanxess AG) hohe Positionen. Paulsens Doktorand Ian Sangster war Direktor des Sugar Industry Research Institute und wurde in Jamaika Rumproduzent.
Paulsen veröffentlichte von 1953 bis 2016 insgesamt 517 wissenschaftliche Arbeiten. Er war jahrelang einer der Hauptgutachter bei der Deutschen Forschungsgemeinschaft (DFG).
Hans Paulsen verstarb im Alter von 102 Jahren und wurde auf dem Friedhof Ohlsdorf beigesetzt. Die Grabstätte im Planquadrat AA 20 liegt am Stillen Weg.  

## Preise und Auszeichnungen
- 1980: Emil-Fischer-Medaille
- 1983: Haworth Memorial Lecture der Royal Society of Chemistry
- 1985: Claude S. Hudson Award der American Chemical Society
- 1986: Mitglied der Jungius-Gesellschaft
- 1989: Heyrovský-Medaille der Tschechischen Akademie der Wissenschaften
- 1992: Paul-Karrer-Medaille
- 1993: Heyrovský-Medaille der Tschechischen Akademie der Wissenschaften
- 1996: RIKEN Eminent Scientist Award